# Житомирський округ (Київська область)
Жито́мирський о́круг — адміністративна одиниця Української РСР. Існувала в 1936–1937 роках в складі Київської області. Центр — місто Житомир.

## Історія
Житомирський округ був створений відповідно до постанов ЦВК СРСР від 29 квітня 1936 року.
Згідно зі статтею V постанови ЦВК СРСР від 22 вересня 1937 року «Про поділ Харківської області на Харківську і Полтавську, Київської — на Київську і Житомирську, Вінницької — на Вінницьку і Кам'янець-Подільську та Одеської на Одеську і Миколаївську області» округи у Вінницькій і Київській областях (у тому числі Житомирський) були ліквідовані. Територія округу ввійшла до Житомирської області.

## Керівники округа

### Перші секретарі окружного комітетуКП(б)У
- Жученко Пантелеймон Якович (1936—1937)

### Голови окружного виконавчого комітету
- Кузнецов Яків Петрович (1936—1937)